# Tbiliská opera
Tbiliská opera, plným názvem Profesionální divadlo státní opery a baletu Zakarii Paliašviliho v Tbilisi (gruzínsky: თბილისის ზაქარია ფალიაშვილის სახელობის ოპერისა და ბალეტის პროფესიული სახელმწიფო თეატრი) je operní dům a národní operní a baletní scéna v gruzínském hlavním městě Tbilisi, na Rustaveliho třídě. Operní soubor byl založen roku 1851 a byla pro něj postavena ve stejném roce i budova, která však roku 1874 zcela vyhořela. Budova, v níž sídlí opera dnes, byla postavena roku 1896 v novomaurském slohu, navrhl ji ruský architekt baltskoněmeckého původu Victor Johann Gottlieb Schröter. Navzdory orientální fasádě, interiér je typický pro evropský operní dům. Od roku 1937 nese divadlo ve svém názvu jméno gruzínského skladatele Zakarii Paliašviliho. Od svého založení bylo divadlo poškozeno několika požáry, ten poslední v roce 1973 zničil i slavnou oponu od Serdže Kobuladzeho. Poslední rekonstrukce byla dokončena v lednu 2016 a stála přibližně 40 milionů amerických dolarů.